# Anogmus bouceki
Anogmus bouceki är en stekelart som beskrevs av Dzhanokmen 2001. Anogmus bouceki ingår i släktet Anogmus och familjen puppglanssteklar.
Artens utbredningsområde är Uzbekistan. Inga underarter finns listade i Catalogue of Life.